# Compagnie du tramway Neuchâtel- Saint-Blaise

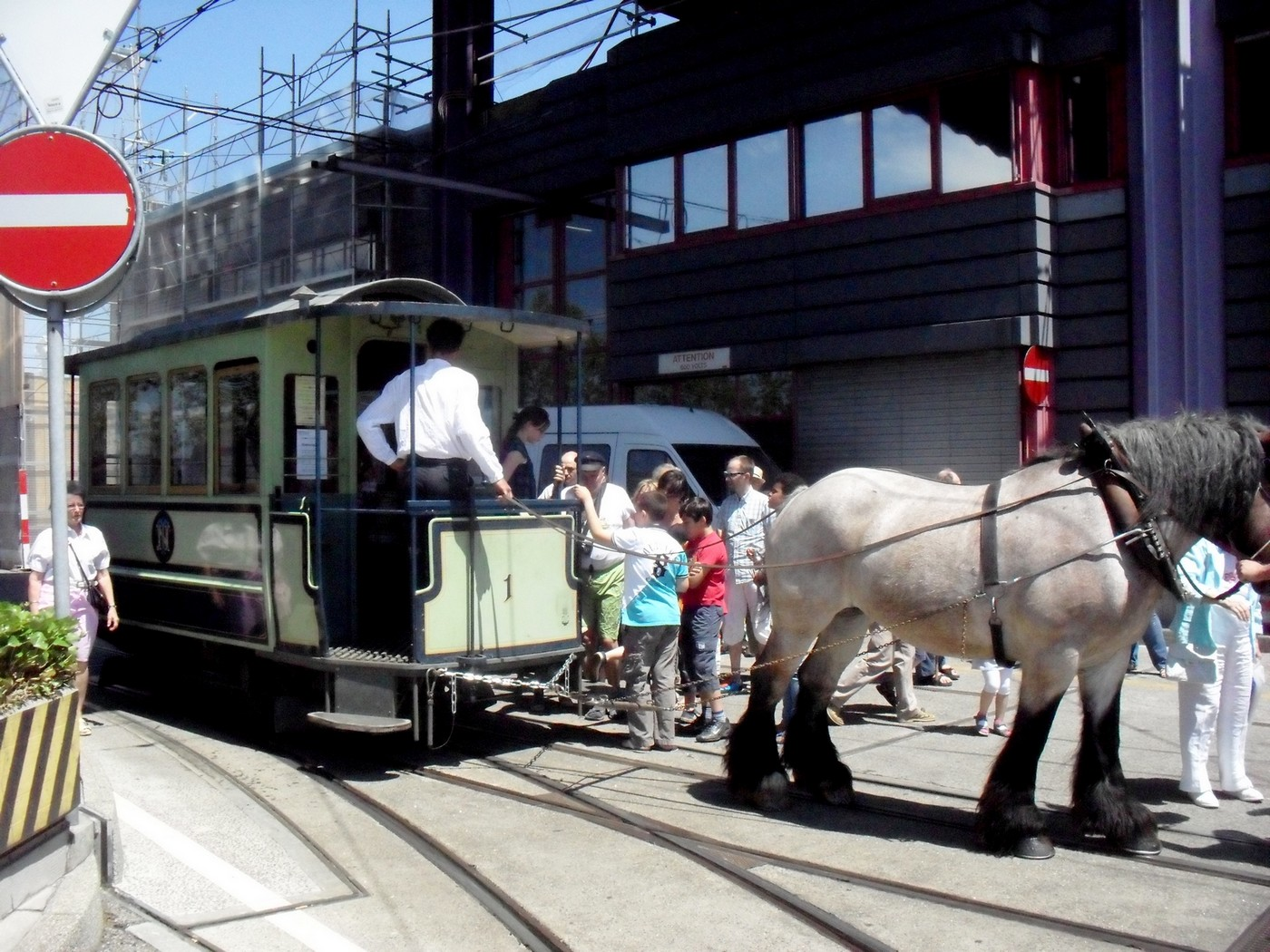
Voiture du tram de Saint Blaise préservée et utilisée pour les 125 ans du tram de Genève

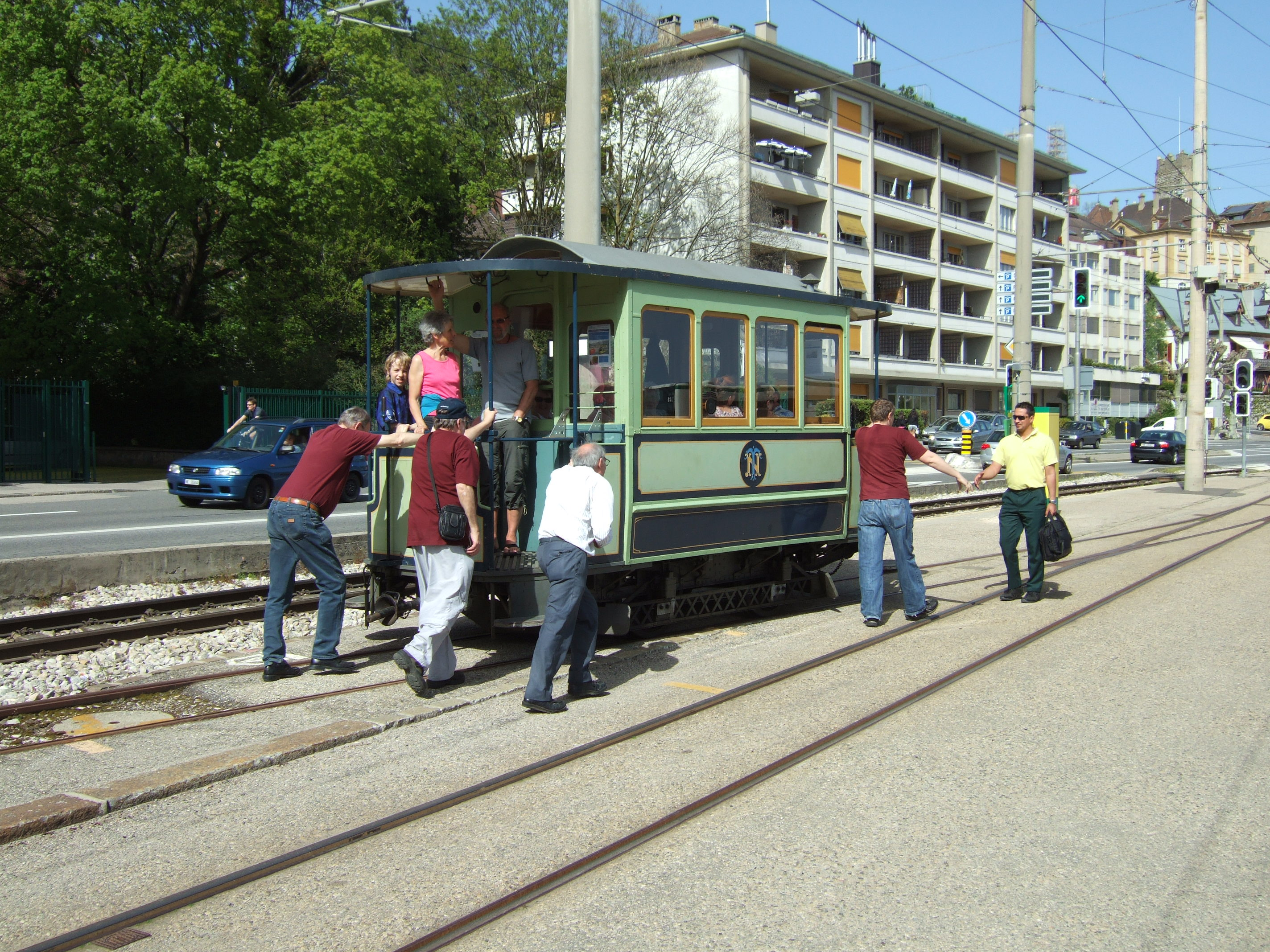
Remorque 101 préservée à Neuchatel

La Compagnie du tramway Neuchâtel- Saint-Blaise est fondée pour construire et exploiter un tramway à voie métrique  entre ces deux villes du canton de Neuchâtel en Suisse.

## Histoire
La compagnie est créée en 1890 pour exploiter la ligne au moyen d'un tramway autonome à moteur à gaz, elle reçoit la concession de la ligne le 10 octobre 1890. Elle exploite ensuite cette ligne avec la traction animale jusqu'à son électrification, le 16 mai 1897.
En 1897, la compagnie devient la Compagnie des tramways de Neuchâtel après avoir obtenu la concession de deux autres lignes au départ de la place Pury vers Serrières et Corcelles.

## La ligne
- Neuchâtel (Place-Pury) - Saint Blaise : (5,4 km) , ouverture le 22 décembre 1894[3]

## Matériel roulant
- N° 1 à 6, voiture de tramway à cheval, livrées par SIG, 2 essieux[4],
- N° 11 à 17, automotrices électriques livrées en 1897 par SIG MFO, 2 essieux[5],

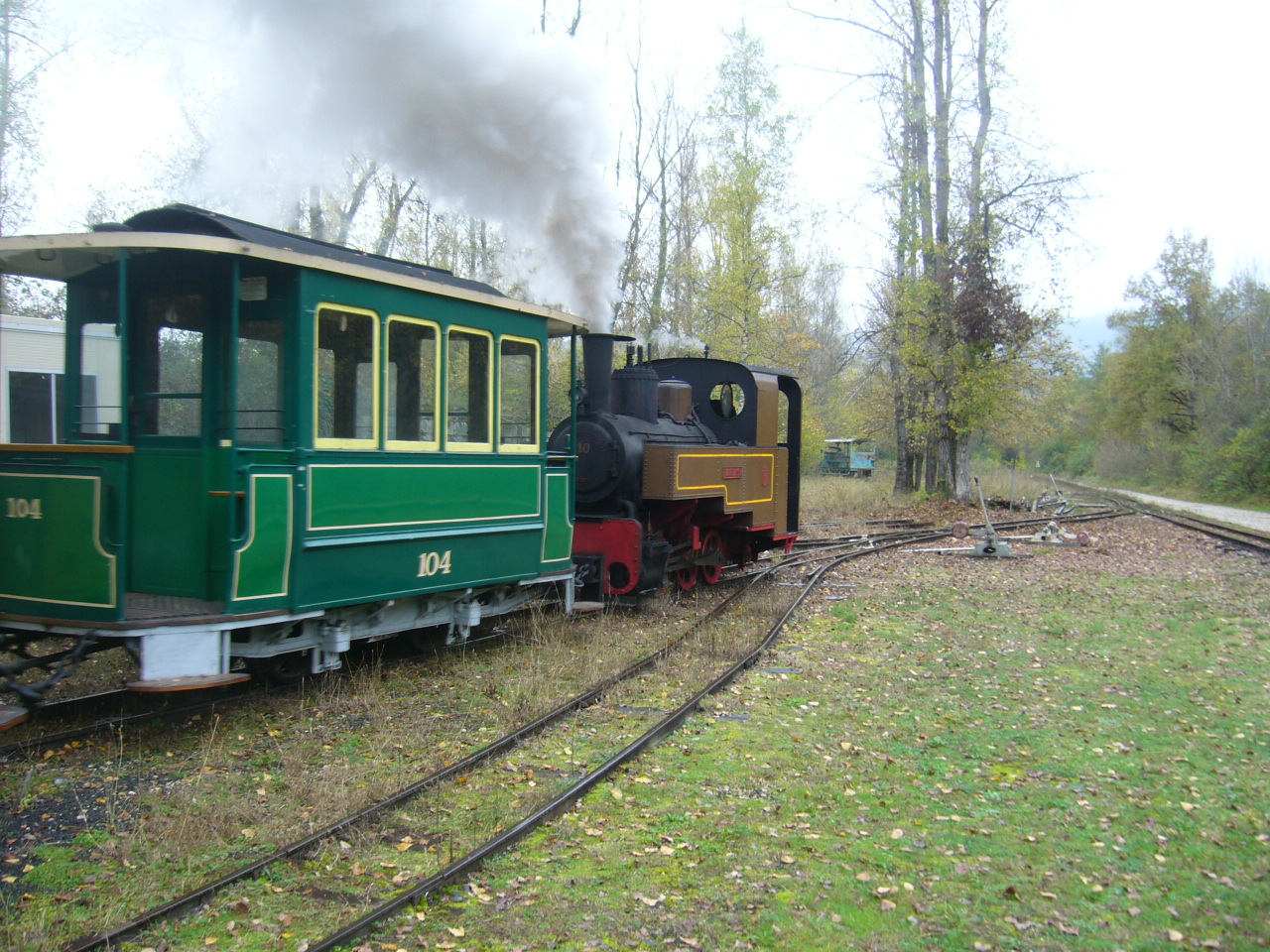
ancienne voiture N°3 devenue 104, préservée par le Chemin de fer du Haut-Rhône

## Matériel préservé
- N° 1, détruite en 1920 par l'incendie du dépôt de Saint Blaise
- N° 2, préservée par l'Amtuir, devenue 102
- N° 3, préservée par  le Chemin de fer du Haut-Rhône, devenue 104
- N° 4, détruite en 1920 par l'incendie du dépôt de Saint Blaise
- N° 5, préservée par l'Anat[6] devenue 101
- N° 6, préservée par  le Chemin de fer du Haut-Rhône, devenue 103